# Kęs
Kęs – półwyrób metalowy o przekroju kwadratowym, którego maksymalne wymiary wynoszą 140 na 140 mm (według innych źródeł 155 na 155 mm). Z kęsów w drodze obróbki przez walcowanie otrzymuje się wyroby gotowe, jak: walcówkę, pręty, rury, blachy i różne kształtowniki. Półprodukty większe od kęsów to kęsiska.